# 66 f.Kr.

## Händelser

### Efter plats

#### Romerska republiken
- Manius Aemilius Lepidus och Lucius Volcatius Tullus blir konsuler i Rom.
- Catilina anklagas för att ha konspirerat mot republiken tillsammans med Autronius och Publius Cornelius Sulla.
- Alliansen mellan Mithridates VI och Tigranes II bryts.
- Pompeius besegrar Mithridates VI i det avgörande slaget vid Lycus, vilket gör slut på det tredje mithridatiska kriget.
- Gaius Antonius Hybrida väljs till romersk praetor.
- Lagen lex Manilia, som stöds av Cicero, ger Pompeius befälet i hela Mindre Asien.

## Avlidna
- Licinius Macer, romersk annalskrivare